# Japan Amateur Radio League
La Japan Amateur Radio League ( JARL ) (en japonès ,日本アマチュア無線連盟) és una organització nacional sense ànim de lucre per als entusiastes de la ràdio amateur del Japó. JARL va ser fundada l'any 1926 per entusiastes de la comunicació de ràdio japonesos l'objectiu declarat dels quals era promoure el desenvolupament i la utilització de la tecnologia d'ones de ràdio com a mitjà de comunicació. JARL diu que els seus membres actuals inclouen el nombre més gran d'emissores de ràdio del món i atribueix el seu creixement als "esforços devots dels radioaficionats pioners, que van prendre en compte la història de la radioafició i la van guiar a través dels vents canviants i desafiants de la tecnologia i normativa de ràdio". La JARL és l'associació nacional que representa el Japó a la Unió Internacional de Radioaficionats